# Куадри
Куадри (итал. Quadri) — коммуна в Италии, располагается в регионе Абруццо, в провинции Кьети.
Население составляет 943 человека (2008 г.), плотность населения составляет 127 чел./км². Занимает площадь 7 км². Почтовый индекс — 66040. Телефонный код — 0872.
Покровителем коммуны почитается святой Себастьян, празднование 20 января.

## Демография
Динамика населения:

## Администрация коммуны
- Официальный сайт: https://web.archive.org/web/20080628015100/http://www.valdisangro.it/quadri/